# Jim Boatwright
James Earl Boatwright, detto Jim (Rupert, 10 dicembre 1951 – Hailey, 11 febbraio 2013), è stato un cestista e allenatore di pallacanestro statunitense naturalizzato israeliano, professionista in Israele.

## Palmarès

### Giocatore
- Campionato israeliano: 5

Maccabi Tel Aviv: 1976-77, 1977-78, 1978-79, 1979-80, 1980-81
- Coppa di Israele: 5

Maccabi Tel Aviv: 1976-77, 1977-78, 1978-79, 1979-80, 1980-81
- Coppa dei Campioni: 2

Maccabi Tel Aviv: 1976-77, 1980-81
- Coppa Intercontinentale: 1

Maccabi Tel Aviv: 1980